# ザ・ミラクル・シーズン
『ザ・ミラクル・シーズン』（原題:The Miracle Season）は2018年に公開されたアメリカ合衆国の青春映画である。監督はショーン・マクナマラ、主演はエリン・モリアーティが務めた。本作は2011年にアイオワシティ西高校で起きた実話を映画化した作品である。

## ストーリー
キャロライン・ファウンド（ライン）はアイオワシティ西高校のバレー部のスター選手で、メンバーと地元住民の双方から愛されていた。ラインがキャプテンを務めるトロイアンズは無敗を誇っており、人々はトロイアンズが州大会で連覇を成し遂げると革新していた。自宅でパーティーが開催されている途中、ラインは癌と闘病中の母親（エリン）を見舞うためにこっそり抜け出した。その帰り道、ラインは自動車にはねられて命を落とすことになった。人々は彼女の死を悼むのだった。
スター選手の突然の死は高校全体に衝撃を与えたが、トロイアンズのコーチを務めるキャシー・ブレスナンはバレーの練習をいつも通り敢行することにした。キャシーはラインの親友であったケリーにバレー部に復帰するよう頼み込んだ。キャシーの熱意に根負けしたケリーは再びバレーコートに立つことになった。しかし、ラインがいないチームはまとまりに欠け、いつもなら勝てたはずの試合で敗北を喫してしまった。ケリーは高校中を駆け回り、「天国のラインのためにも頑張ろう」と生徒たちを激励した。
メンバーがラインの死から立ち直れずにいるのを見て、キャシーは敢えて彼女たちに猛特訓を課すことにした。チーム全体が州大会連覇という目標を思い出すことを企図してのことであった。ケリーがどんどん腕を上げていくのを見たキャシーは、ケリーをチームのキャプテンに指名した。それから数週間後、モチベーションを取り戻したチームは徐々に往時の力を取り戻していった。むしろ、「天国のラインのために」という思いでチームは以前よりも強くなったのかもしれない。しかし、州大会で優勝するためには、全試合で勝利する必要があった。トロイアンズの連覇は絶望的に思われたが、驚くべきことに、彼女たちは14連勝を成し遂げたのである。
そして、決勝戦の日がやって来た。

## キャスト
- エリン・モリアーティ - ケリー・フリーラー
- ダニカ・ヤロシュ - キャロライン・ファウンド（ライン）
- ヘレン・ハント - キャシー・ブレスナン
- ウィリアム・ハート - アーニー・ファウンド医師
- ゲイリー・チョーク - 校長

## 製作
2016年5月5日、ヘレン・ハントがショーン・マクナマラ監督の新作『Live Like Line』に出演することになったとの報道があった。6月、ウィリアム・ハートがキャスト入りした。同年夏、本作の主要撮影がバンクーバーで始まった。2017年12月、本作のタイトルが『Live Like Line』から『The Miracle Season』に変更された。

## 公開・興行収入
2018年3月18日、本作は舞台となったアイオワシティの映画館でプレミアを迎えた。
本作は『ブロッカーズ』や『チャパキディック』、『クワイエット・プレイス』と同じ週に封切られ、公開初週末に300万ドル前後を稼ぎ出すと予想されていたが、実際の数字はこれを上回るものであった。2018年4月6日、本作は全米1707館で公開され、公開初週末に395万ドルを稼ぎ出し、週末興行収入ランキング初登場11位となった。

## 評価
映画批評集積サイトのRotten Tomatoesには38件のレビューがあり、批評家支持率は47%、平均点は10点満点で5.4点となっている。サイト側による批評家の見解の要約は「『ザ・ミラクル・シーズン』には語るべき価値のある実話があるが、薄っぺらい登場人物と感傷的なストーリーテリングが感動を削いでいる。」となっている。また、Metacriticには13件のレビューがあり、加重平均値は44/100となっている。なお、本作のCinemaScoreはAとなっている。